# Araneus circellus
Araneus circellus är en spindelart som beskrevs av Song och Zhu 1992. Araneus circellus ingår i släktet Araneus och familjen hjulspindlar. Inga underarter finns listade i Catalogue of Life.